# غابرييلي يونيون
وإسمها الكامل غابرييلي مونيكي يونيون (بالإنجليزية: Gabrielle Monique Union) وهي ممثلة و عارضة أزياء أمريكية ولدت في 29 أكتوبر 1972 في مدينة أوماها، نبراسكا في الولايات المتحدة.

## أعمالها
- بدون نوم
- فكر كرجل
- فتيان أشقياء 2
- عيد الميلاد تقريبا
- ولادة أمة

## روابط خارجية
- غابرييلي يونيون على موقع IMDb (الإنجليزية)
- غابرييلي يونيون على موقع ميتاكريتيك (الإنجليزية)
- غابرييلي يونيون على موقع روتن توميتوز (الإنجليزية)
- غابرييلي يونيون على موقع ألو سيني (الفرنسية)
- غابرييلي يونيون على موقع أول موفي (الإنجليزية)
- غابرييلي يونيون على موقع قاعدة بيانات الأفلام السويدية (السويدية)
- غابرييلي يونيون على موقع إن إن دي بي (الإنجليزية)
- غابرييلي يونيون على موقع قاعدة بيانات الفيلم (الإنجليزية)
- غابرييلي يونيون على موقع كينوبويسك (الروسية)